# Disconorbis
Disconorbis es un género de foraminífero bentónico de la familia Discorbidae, de la superfamilia Discorboidea, del suborden Rotaliina y del orden Rotaliida. Su especie tipo es Discorbis bulbosus. Su rango cronoestratigráfico abarca el Holoceno.

## Clasificación
Disconorbis incluye a la siguiente especie y subespecie:
- Disconorbis bulbosus
  - Disconorbis bulbosus helicoidalis